# Неверов, Александр Никифорович
Александр Никифорович Неверов — советский хозяйственный, государственный и политический деятель.

## Биография
Родился в 1907 году в посёлке Шиши. Член КПСС.
С 1929 года — на хозяйственной, общественной и политической работе. В 1929—1946 гг. — выпускник Уральского политехнического института, инженер, заместитель главного инженера Соликамского калийного комбината, директор Калушского калийного комбината, директор Березниковского калийного комбината, директор строящейся второй очереди комбината.
Делегат XXII съезда КПСС.
Умер в Березниках в 1985 году.